# جيم بلاكبيرن
جيم بلاكبيرن (بالإنجليزية: Jim Blackburn)‏ هو سياسي أمريكي، ولد في 2 يوليو 1943 في الولايات المتحدة. حزبياً، نشط في الحزب الجمهوري. وقد انتخب عضو مجلس نواب وايومنغ.